# Rabo de Saia
 (août 2021).
Rabo-de-Saia est une mini-série brésilienne produite et diffusée par Globo du 8 ctobre au 2 novembre 1984, en 20 épisodes.
Écrit par Walter George Durst, inspiré de l'œuvre Pensão Riso da Noite : Cerveja, Accordion and Amor de José Condé, écrit avec la collaboration de José Antônio de Souza, Tairone Feitosa et Tom Zé, avec le scénario final et la direction de Walter Avancini.
Y ont participé Ney Latorraca, Dina Sfat, Tássia Camargo et Lucinha Lins.

## Synopsis
L'histoire d'Ezequias Vanderlei Lins, Seu Quequé, un voyageur de commerce, et sa vie divisée entre trois villes, avec trois femmes et des mariages différents. A Nova União (Pernambuco), il vit avec Eleuzina. Santinha est son épouse à Chegança, Alagoas, tandis qu'à Catulé, Sergipe, il est marié à Nicinha, sans que l'une d'elles ne soit au courant des autres.

## Distribution
- Ney Latorraca : Quequé
- Dina Sfat : Eleuzina
- Lucinha Lins : Santinha
- Tássia Camargo : Nicinha[1]
- Paulo Hesse :  Solon
- Luiz Guilherme : Angostura
- Newton Prado : Saturnino
- Daniel Dantas : Compadre Lula
- Marilena Ansaldi : Magnólia
- Jackson de Souza : Sondi
- Cidinha Milan : Totéia
- Daniel Barcellos : Officier de justice
- Silas Andrade : Otávio le marié